# 柴德赓
柴德赓（1908年—1970年），字青峰，男，浙江诸暨人，中国历史学家，曾任北京师范大学历史系系主任、教授，江苏师范学院历史系系主任、教授。